# 苟护生
苟护生（1964年6月—），男，汉族，陕西礼泉人，中华人民共和国政治人物。现任中国国际工程咨询有限公司党委书记、董事长。第十四届全国政协委员。